# Ga Kaminoge
Ga Kaminoge (上野毛駅 Kaminoge-eki) là ga đường sắt trên Tuyến Tokyu Oimachi ở Setagaya, Tokyo, Nhật Bản, quản lý bởi công ty đường sắt tư nhân Công ty Tokyu.

## Tuyến
Ga Kaminoge phục vụ 10.4 km trên Tuyến Tokyu Oimachi từ Oimachi đến Futako-Tamagawa, và nằm cách điểm bắt đầu tuyến tại Oimachi khoảng 9.2 km. Nó có mã số "OM14".

## Bố trí ga
Nhà ga có một sân ga, phục vụ cho 2 đường ray, với một đường ray nằm ngoài cho phép tàu tốc hành không phải dừng tại ga này.

### Sân ga
| 1 | ■ Tuyến Tokyu Oimachi | cho Futako-Tamagawa và Mizonokuchi         |
| 2 | ■ Tuyến Tokyu Oimachi | Jiyūgaoka, Ōokayama, Hatanodai, và Ōimachi |

## Trạm liền kề
| «                    | «                   | Dịch vụ             | »                   | »                   |
| Tuyến Tokyu Oimachi  | Tuyến Tokyu Oimachi | Tuyến Tokyu Oimachi | Tuyến Tokyu Oimachi | Tuyến Tokyu Oimachi |
| -------------------- | ------------------- | ------------------- | ------------------- | ------------------- |
| Tốc hành: không dừng |                     |                     |                     |                     |
| Todoroki             |                     | Địa phương          |                     | Futako-Tamagawa     |
| Todoroki             |                     | Địa phương          |                     | Futako-Tamagawa     |

## Lịch sử
Nhà ga mở cửa vào 1 tháng 11 năm 1929.
Ga Kaminoge được tái xây dựng, và hoàn thành vào tháng 3 năm 2011. Nhà ga mới được thiết kế bởi kiến trúc sư Tadao Ando.

## Thống kê hành khách
Trong năm 2011, nhà ga phục vụ cho trung bình 20.830 hành khách mỗi ngày.

## Vùng xung quanh
- Đại học nghệ thuật Tama
- Bảo tàng Gotoh

## Liên kết
- Tokyu station information Lưu trữ ngày 12 tháng 10 năm 2013 tại Wayback Machine (tiếng Nhật)